# Mono Lake
Mono Lake er en sø i Mono County, Californien i USA. Den blev skabt for minimum 760.000 år siden. Det er en sø midt i en ørken, og uden udløb i et hav. Netop fordi den ikke har noget udløb i et hav, har den en stor koncentration af salt, som gør at den er meget basisk. Der lever saltsøkrebs i søen, som medvirker til at søen har et usædvanligt økosystem for en ørken-saltsø. Trækfugle flokkes om søen og spiser af disse saltsøkrebs.
I søen vokser også en mikrobe kaldet GFAJ-1, som blev isoleret i starten af 2009, og i 2010 udkom en artikel i tidsskriftet Science om mikroben. Det lader til at denne organisme kan skifte fra at ernære sig via fosfor, til at ernære sig gennem arsen, hvis fosfor er i underskud. Denne konklusion er dog stærk omdiskuteret i videnskabelige kredse.